# Mikroregion Xanxerê

Mikroregion Xanxerê

Mikroregion Xanxerê – mikroregion w brazylijskim stanie Santa Catarina należący do mezoregionu Oeste Catarinense. Ma powierzchnię 5.052,7 km².

## Gminy
- Abelardo Luz
- Bom Jesus
- Coronel Martins
- Entre Rios
- Faxinal dos Guedes
- Galvão
- Ipuaçu
- Jupiá
- Lajeado Grande
- Marema
- Ouro Verde
- Passos Maia
- Ponte Serrada
- São Domingos
- Vargeão
- Xanxerê
- Xaxim